# Teodorico di Sassonia
Teoderico o Teodorico (fl. VIII secolo) è stato un condottiero sassone negli anni Quaranta dell'VIII secolo.
L'onomastica suggerisce che aveva legami di parentela con la famiglia di Vitichindo. Nel 743 i Franchi, guidati da Pipino il Breve e Carlomanno, marciarono contro Odilone di Baviera, che era nominalmente soggetto proprio ai Franchi. Carlomanno si diresse poi verso nord per imporre di nuovo ai Sassoni di quell'area il pagamento del tributo annuale, conquistando il castrum di Ho(o)hseoburg, e costringendo alla resa il duca Teoderico, che l'anno successivo venne catturato nel corso di una nuova invasione franca della Sassonia. 
| Controllo di autorità | VIAF (EN) 171328559 · CERL cnp01291935 · GND (DE) 1012464202 |